# Арчепитовка
Арчепитовка (укр. Арчепитівка) — село, относится к Любашёвскому району Одесской области Украины.
Население по переписи 2001 года составляло 405 человек. Почтовый индекс — 66531. Телефонный код — 4864. Занимает площадь 3,079 км². Код КОАТУУ — 5123380602.

## Местный совет
66540, Одесская обл., Любашёвский р-н, с. Бобрик Первый